# دانیل گئورگیف
دانیل گئورگیف (بلغاری: Даниел Георгиев؛ زادهٔ ۶ نوامبر ۱۹۸۲) بازیکن فوتبال اهل بلغارستان است.
از باشگاه‌هایی که در آن بازی کرده است می‌توان به باشگاه فوتبال بالتیکا کالینینگراد، باشگاه فوتبال اردواسپور، باشگاه فوتبال لفسکی صوفیه، باشگاه فوتبال اسپارتا روتردام، و باشگاه فوتبال زسکا صوفیه اشاره کرد.